# Параллельные миры в фантастике
Паралле́льный мир, либо параллельная вселенная в фантастике — вымышленный мир, который существует одновременно с нашим, но независимо от него. Параллельный мир может иметь различные размеры: от небольшой географической области до целой вселенной. В параллельном мире события происходят по-своему, — он может отличаться от нашего мира как в отдельных деталях, так и кардинально, практически во всём. Физика параллельного мира не обязательно аналогична физике нашего мира, — в частности, иногда допускается существование в параллельных мирах таких явлений, как магия, сверхъестественные силы, чудеса. Станислав Лем относит параллельные миры к «фантастике первого уровня», наряду с андроидами, телепатами и путешествиями во времени.
Мультивселе́нная — представление о космосе, состоящем из множества «параллельных» миров, существующих одновременно с нашим. Предположение о том, что существует «на самом деле» не единственная Вселенная, представленная нашему опыту, но множество вселенных, отличающихся от нашей и развивающихся независимо. Многомирие — множество миров, связанных с нашим миром самыми разными связями — материальными и (или) духовными. Обычно утверждается, что в параллельных мирах могут действовать отличающиеся от наших законы природы.

## Идея о параллельных мирах
Идея множественности миров издавна существовала в философии. В Древней Элладе она была связана с атомизмом Демокрита, Метродора Хиосского, Эпикура. Демокрит полагал, что в пустоте есть разные миры, очень похожие на наш, почти тождественные и даже тождественные нашему, и кардинально отличные от нашего. Возможность сосуществования разных миров выводилась из принципа изономии — равнобытийственности, равновероятности.
Современная физика в лице многомировой интерпретации квантовой механики и теории суперструн также теории Мультивселенной предполагает существование множественности миров. По оценкам физиков-теоретиков, придерживающихся теории суперструн, параллельных миров может быть от десять в сотой степени до десять в пятисотой степени штук или вообще бесконечное множество. Проблему сосуществования миров американский физик Л. Сасскинд в 2003 году сформулировал как проблему ландшафта теории суперструн. Но наиболее популярна и «разработана» идея множественности миров, конечно же, в мифологии, в том числе и современной — в т. н. фэнтези.
Описанные в мифах Рай, Ад, Олимп, Вальхалла — классические примеры «альтернативных вселенных», отличающихся от привычного нам реального мира. Помещение действия в альтернативный мир (по сравнению с описанием будущего или прошлого нашего мира) позволяет обойтись без усилий, связанных с достижением правдоподобия (наукообразного обоснования картины будущего или соответствующей историческим источникам картины прошлого), при этом предоставляя практически безграничные возможности в построении необходимой автору «сцены» для описываемого действия.
В жанре фэнтези часто используется представление о вселенной (мультивселенной) как о наборе независимых «плоскостей существования» (одной из которых является привычный нам мир), в которых законы природы различаются. Таким образом даётся логическое объяснение возможности магических явлений (являющихся частью данного жанра) в некоторых из таких «плоскостей».
Параллельные миры могут описываться и абсолютно независимыми от нашего реального мира и друг от друга, и взаимодействующими. Во втором случае взаимодействие может заключаться либо в возможности при определённых обстоятельствах проникновения из одного мира в другой (условно говоря, наличии «дверей» между мирами), либо в существовании в этих мирах определённых мест, где они пересекаются (сливаются).
Иногда идея параллельных реальностей описывается в виде, внедрённом в нашу реальность. Так, в рассказе Хорхе Луиса Борхеса «El jardín de senderos que se bifurcan» («Сад расходящихся тропок») исследователь обнаруживает манускрипт китайского автора, где одна и та же история излагается несколько раз, причём описания противоречат друг другу. Затем внук автора манускрипта объясняет, что родственник воспринимал время как набор «расходящихся тропок», где различные события происходят параллельно и одновременно.
Параллельный мир может не иметь исторического отношения к любому другому миру. (Например, в романе Стивена Бакстера «Плот», в основе которого — реальность, где гравитационная постоянная численно больше, чем в нашей вселенной.) Граница между научной фантастикой и фэнтези становится более размытой, чем обычно, когда идёт речь об историях, эксплицитно покидающих нашу вселенную, когда наша вселенная изображается как часть мультивселенной. Жанр в этом случае определяется в большей мере темой, особенностями художественного оформления и расставленных акцентов, а также деталями истории, которые автор желает пояснить и тем, как они объясняются. Так, например, «Нарния» — фэнтези в чистом виде. Телесериал «Скользящие» — в чистом виде научная фантастика. Но такие работы, как сериал Фармера «Многоярусный мир» — нечто среднее.

## История
Создав иллюзию из праха, ты думал, что творенье разума она

Твой Пылающий мир, летящий в небеса,

Изливающий Небесный огонь на всё вокруг.— Герцог Ньюкасл о публикации романа его жены Маргарет «Пылающий мир» (1666), который, хотя этот факт и оспаривается, считается первой историей с альтернативной реальностью, выпущенной на английском языке.
Концепция существования иных миров, отличных от нашего, возникла в литературе в XVIII веке. Пример — «Кандид» Вольтера, где один из персонажей, Панглос, заявляет, что «всё к лучшему в этом лучшем из миров». Однако вплоть до XX века идея многомирия ни в фантастике, ни в науке своего развития не получала.
В 1895 году, когда была опубликована «Машина времени», Герберт Уэллс рассказом «Дверь в стене» открыл для фантастики существование параллельных миров. Для литературы идея «Двери в стене» была столь же революционна, как идея Эверетта (высказанная 62 года спустя) для физики.
В 1910 году был опубликован рассказ русского автора Николая Морозова «На границе неведомого» — уэллсовская идея иномирия была повторена, но и в этом случае дальнейшего развития не получила.
В 1923 году Герберт Уэллс вернулся к идее параллельных миров и поместил в один из них утопическую страну, куда отправляются персонажи романа «Люди как боги».
Роман не остался незамеченным. В 1926 году появился рассказ Г. Дента «Император страны „Если“», а ещё два года спустя — «Катастрофа пространства» С. Красновского и «Бесцеремонный Роман» В. Гиршгорна, И. Келлера и Б. Липатова. В рассказе Дента впервые возникла идея о том, что могут существовать страны (миры), история которых могла пойти не так, как история реальных стран в нашем мире. И миры эти не менее реальны, чем наш. Более осмысленно классическую фентенезийную концепцию «скрытого мира» на основе валлийской мифологии изложил Артур Мэйчен. В 1931 году вышел его рассказ «Отворенные двери», повествующий о таинственном перемещении человека в некое внешнее волшебное царство, затрагивая тем самым тему параллельных миров.
Персонажи «Бесцеремонного Романа» попадают в прошлое, вмешиваются в исторические события, в результате чего направление развития меняется, возникает иной мир, «боковая линия истории», отличающаяся от нашей.
В 1944 году Хорхе Луис Борхес опубликовал в своей книге «Вымышленные истории» рассказ «Сад расходящихся тропок». Здесь идея ветвления времени, впоследствии развитая Эвереттом, была наконец выражена с предельной ясностью:

Стоит герою любого романа очутиться перед несколькими возможностями, как он выбирает одну из них, отметая остальные. В неразрешимом романе Цюй Пэна он выбирает все разом. Тем самым он творит различные будущие времена, которые в свою очередь множатся и ветвятся…

В отличие от Ньютона и Шопенгауэра ваш предок не верил в единое, абсолютное время. Он верил в бесчисленность временных рядов, в растущую головокружительную сеть расходящихся, сходящихся и параллельных времён… Вечно разветвляясь, время ведёт к неисчислимым вариантам будущего.
Несмотря на появление перечисленных выше произведений, идея многомирия начала серьёзно развиваться в научной фантастике лишь в конце сороковых годов XX века, примерно тогда же, когда аналогичная идея возникла в физике.
В 1941 году был опубликован первый роман Лайона Спрэга де Кампа и Флетчера Прэтта из цикла «Дипломированный чародей». Приключения героев этой серии основывались на идее существования бесчисленного множества миров, построенных по всем мыслимым физическим законам.
В 1948 году Фредерик Браун написал повесть «Что за безумная вселенная», где описал устройство (потенциометр Бартона), позволяющее перемещать между параллельными мирами объекты, на которые он воздействует. Так, главный герой произведения попадает во вселенную, где космические полёты являются обычным делом (за счёт того, что некоторые законы физики в этой вселенной также отличались), существуют Марсиане и Венерианцы, Земляне находятся в состоянии войны с Арктурианцами, а его самого считают Арктурианским шпионом. Автор использует идею о том, что существует бесконечное число параллельных вселенных, отличающихся друг от друга как очень незначительно, так и весьма значительно.
Одним из пионеров нового направления в фантастике был Джон Биксби, предположивший в рассказе «Улица одностороннего движения» (1954), что между мирами можно двигаться лишь в одну сторону — отправившись из своего мира в параллельный, вы уже не вернётесь назад, но так и будете переходить из одного мира в следующий. Впрочем, возвращение в свой мир также не исключается — для этого необходимо, чтобы система миров была замкнута, и где-то когда-то переход из мира N в мир N+1 вновь привёл бы героя в мир № 1, тот, из которого он родом.
Научное исследование проблемы многомирия началось в 1957 году, когда американский физик Хью Эверетт III опубликовал тезисы своей докторской диссертации, названной «Формулировка квантовой механики через относительность состояний». Причиной появления работы Эверетта стало давнее противоречие между двумя разными квантовомеханическими формулировками — волновой и матричной. Эверетт это противоречие разрешил, и его исследование привело почти через полвека к появлению в физике концепции Мультиверсума. Эта концепция (ставшая основой современной эвереттической фантастики) заключается в следующем: при любом акте выбора реально осуществляются, с той или иной вероятностью, ВСЕ мыслимые варианты этого выбора. Но каждый вариант осуществляется в своей вселенной, отличающейся от всех прочих именно этим выбором. И неважно, что или кто выбирает: электрон ли, в результате ветвления волновой функции, или человек, решающий, выпить утром чай, кофе или рюмку коньяка. Реально существуют все решения волновых уравнений и все варианты человеческого выбора.
В 1957 году (одновременно с диссертацией Эверетта) американский фантаст Филип Дик опубликовал роман «Глаза в небе», действие которого происходило в параллельном мире, а в 1962 году — роман «Человек в высоком замке», ставший классикой жанра. Идея ветвления исторического процесса впервые здесь была разработана на высоком художественном уровне. Действие романа «Человек в высоком замке» происходит в мире, где Германия и Япония победили своих противников во Второй мировой войне и оккупировали США: восточная часть досталась Германии, западная — Японии.
В 1962 году был опубликован роман английского писателя Джона Браннера «Времена без числа» — о мире, в котором Испанская армада не погибла во время морского перехода, а благополучно добралась до берегов Англии и высадила десант, в результате чего Испания победила в той войне с Англией.
Идея параллельных и разветвляющихся миров оказалась не менее богатой в литературном плане, нежели идеи путешествия во времени и контакта цивилизаций. Однако, несмотря на огромное количество фантастических произведений о параллельных и ветвящихся мирах, на самом деле не так уж много (если не сказать — мало) таких, где предлагался бы качественно новый опыт, давалось бы новое, оригинальное объяснение тому или иному мысленному эксперименту. Идеи многомирия развивали в своих произведениях Клиффорд Саймак, Роберт Шекли, Альфред Бестер, Брайан Олдисс, Рендалл Гаррет, в СССР — братья Стругацкие, Ариадна Громова и Рафаил Нудельман.
В романе Клиффорда Саймака «Кольцо вокруг Солнца» (1982) описаны многочисленные планеты Земля, существующие каждая в своём мире, но на одной и той же орбите, и отличаются эти миры и эти планеты друг от друга лишь незначительным (на микросекунду) сдвигом во времени. Многочисленные Земли, которые посещает герой романа, образуют единую систему миров.
Клиффорд Саймак неоднократно возвращался к проблеме параллельных миров — кроме «Кольца вокруг Солнца» нельзя не упомянуть опубликованные ранее роман «Вся плоть — трава» (1965) и рассказ «Пыльная зебра» (1954), ставший «прародителем» множества аналогичных произведений других фантастов, ничего по сути к идее, высказанной Саймаком, не добавивших.
Любопытный взгляд на ветвление миров высказал Альфред Бестер в рассказе «Человек, который убил Магомета» (1958). «Меняя прошлое, — утверждал герой рассказа, — меняешь его только для себя». Иными словами, после изменения прошлого возникает ответвление истории, в котором лишь для персонажа, совершившего изменение, это изменение и существует. В дальнейшем, несколько десятилетий спустя, идея «личного прошлого» пришла и в физику — как обычно, не из фантастики, а в результате развития эвереттических идей и гипотез. (Интересный факт: в сериале «Вавилон-5» неоднократно фигурирует одноимённый персонаж — Альфред Бестер.)
В 1968 году английский фантаст Брайан Олдисс опубликовал роман «Доклад о вероятности А». Это произведение действительно построено в форме научного доклада, написанного различными наблюдателями, следящими каждый из своего мира за событиями, происходящими в мире параллельном. Каждый из миров назван «вероятностью», поскольку каждый возник как осуществление с некоторой вероятностью некоего события, возможного в каждом из этих миров.
В 1962 году был опубликован роман советских авторов Ариадны Громовой и Рафаила Нудельмана «В институте времени идёт расследование» — классический фантастический детектив, действие которого начинается с убийства научного сотрудника. Сыщик расследует преступление, которое невозможно понять, не осознав, что время ветвится, что каждое новое изменение в прошлом порождает новую ветвь мироздания — старое и новое существуют независимо друг от друга. Именно так и описывал ветвление волновых функций Хью Эверетт III пятью годами ранее. Однако для фантастики произведение Громовой и Нудельмана было новаторским, — именно в нём впервые идея ветвления была перенесена с микро- на макроуровень.
В повести братьев Стругацких «Понедельник начинается в субботу» (1962) описаны путешествия персонажей в разные варианты описываемого фантастами будущего, — в отличие от уже существовавших в фантастике путешествий в различные варианты прошлого.
В принципе, рассказ Борхеса «Сад расходящихся тропок», а также опубликованные позднее произведения Дика, Биксби, Олдисса, Бестера, Громовой и Нудельмана, можно назвать первыми произведениями нового направления в литературе — эвереттической фантастики, фантастики многомирия.
Шестидесятые годы XX века стали временем интенсивной разработки идеи многомирия в самых разных её вариантах. Это и параллельные миры, развивающиеся независимо друг от друга, это и миры, развивающиеся независимо, но связанные друг с другом множеством подпространственных переходов, это миры, друг из друга вытекающие, как ручьи… Трудно назвать фантаста шестидесятых-семидесятых годов, кто не написал бы романа, повести или хотя бы рассказа на тему о многочисленных вариантах нашего мироздания, о возможности прожить несколько альтернативных жизней, а человечеству — пережить множество альтернативных исторических событий.
По большей части это были миры, физически от нашего мира мало отличавшиеся — варьировались поступки героев (напр., «Лавка миров» (1959), и «Три смерти Бена Бакстера» (1957), Роберта Шекли), человеческие судьбы (напр., «Дракон» (1955) Рэя Брэдбери) и судьбы целых народов (например, в романе «Трансатлантический туннель, ура!» (1972), Гарри Гаррисон описал мир, в котором Джордж Вашингтон был убит, а потому американская революция не состоялась). Развилки во времени, менявшие историю Земли, происходили в далёком прошлом, когда нашу планету населяли динозавры (трилогия об Эдеме Гарри Гаррисона, 1984—1988), и в прошлом недавнем («Гамма времени» Александра и Сергея Абрамовых).
Развилки и ветвления могут приводить к самым неожиданным последствиям. В цикле романов Рэндалла Гаррета «Слишком много волшебников» (1966) развилка произошла в средние века, когда люди интенсивно интересовались магией, волшебством и в результате сумели направить развитие цивилизации по принципиально иному пути. Не наука получила право на жизнь, а магия, и к XX веку в Англии совершают преступления и разгадывают детективные загадки маги и волшебники, пользующиеся потусторонними силами так же легко, как в нашей «вероятности А» мы пользуемся простыми физическими законами.
Влияние Мультиверсума (гомеостатического мироздания) на судьбы людей показано в повести советских фантастов Аркадия и Бориса Стругацких «За миллиард лет до конца света» (1977). К альтернативной истории человечества братья Стругацкие обратились в повести «Отягощённые злом» (1988).
Из других произведений российской фантастики, связанных с многомирием, можно назвать роман Андрея Лазарчука «Иное небо» (1994). Историческая развилка здесь та же, что уже была «исследована» Филипом Диком в романе «Человек в высоком замке» — Вторая мировая война заканчивается победой Германии: Россия завоёвана, действие романа Лазарчука происходит много лет спустя после той «исторической победы». Парадокс заключается в том, что, по версии Лазарчука, для развития России её военное поражение оказывается даже в определённой степени полезным.
Интересен цикл альтернативно-исторических романов Хольма Ван Зайчика (2000—2005). Ван Зайчик — псевдоним двух российских писателей — рассматривает историческую развилку, произошедшую в годы завоевания Руси татаро-монголами. Примером эвереттической прозы является также роман Юрия Кемиста «Три выбора» (2005), опубликованный на сайте Международного Центра эвереттических исследований.
В американской литературе к поджанру эвереттической фантастики относится роман Дина Кунца «Краем глаза» (1999). Эвереттический подход состоит здесь в возможности взять из ИДЕИ каждого мира понемногу — так, чтобы там это оказалось незаметно, а здесь получить результат. Аналогичная идея, впрочем, высказывалась и ранее в повести израильского фантаста Павла (Песаха) Амнуэля «Каббалист» (1998). Одна из концепций Мультиверсума показана в его романе «Тривселенная» (1999) — существование трёх параллельных вселенных, одна из которых материальна, другая состоит из нематериальных идей, а в третьей законы природы позволяют идеям переходить в материальную форму, а материи — обращаться в идеи. Принципы эвереттической фантастики развиваются Павлом Амнуэлем также в цикле рассказов «Что будет, то и будет» (2002), повестях «Шесть картин» (2003), «Ветви» (2006) и др.
В 2004 году вышла книга Вадима Зеланда «Трансерфинг реальности». В основе этой работы лежит концепция «пространства вариантов», представляющего собой совокупность бесконечного количества вселенных.
Среди недавних произведений на тему многомирия можно назвать весёлую Трилогию Шредингеровского Кота вокруг истолкований квантовой физики, написанную Робертом Вильсоном. Первая книга («Вселенная по соседству») рассматривает различные характеристики многомирия, второй том («Хитрая шляпа») соединяет их сквозь нелокальность, и третья часть («Почтовые голуби») размещает их в созданной наблюдателем вселенной. Также интересно описывает теорию параллельных миров Алексей Фомичев в своей серии из семи книг «Пусть бог не вмешивается».
Научно-фантастическая литература часто описывает ещё не осуществлённые научные проекты, ещё не сделанные открытия и идеи, ещё не вошедшие в ареал науки. Примеров тому достаточно много (голография, лазеры, клонирование и пр.), один из них — предвидение идеи многомирия и описание этой идеи и многочисленных следствий из неё для человеческой цивилизации.
Фантастика предвидела появление эвереттизма, эвереттизм же, утвердившись в физике, позволяет прийти к выводу об онтологической ценности всякой литературной фантазии, поскольку в результате практически бесконечного количества ветвлений мироздания, произошедших после Большого взрыва, в Мультиверсуме могут существовать все или большая часть описанных фантастами (и, тем более, авторами-реалистами) универсумов. В этом смысле фантастическая литература, создаваемая авторами в нашей Вселенной, может быть сугубо реалистической прозой в другой части Мультиверсума.

## Логика системы параллельных миров
Во многих фантастических произведениях никакого объяснения природы параллельных миров не даётся, их существование и свойства просто постулируются. Однако в некоторых случаях делается попытка так или иначе логически объяснить существование параллельных миров и возможность перемещения людей и предметов между ними. Далее описаны основные логические концепции, предлагаемые авторами фантастики.

### Миры за пределами нашего трёхмерного пространства
Предполагается, что реальная Вселенная в действительности имеет не три пространственных измерения, а больше. После такого предположения делается естественное (и математически правильное) обобщение понятия «параллельности»: если в двумерном пространстве (на плоскости) могут существовать параллельные прямые, а в трёхмерном пространстве — параллельные прямые и плоскости, то естественно, что в четырёхмерном (и бо́льшего числа пространственных измерений) пространстве могут существовать параллельные (то есть не пересекающиеся друг с другом, но при этом существующие, возможно, совсем рядом) трёхмерные пространства. Далее достаточно предположить, что мы, в силу каких-то причин, не можем воспринимать непосредственно эти «дополнительные» пространственные измерения, и получится логически достаточно стройная картина множественности миров.
В некоторых случаях под миром понимается не только пространственная составляющая, но и время, которое понимается как четвёртое измерение. В этом случае возможно параллельное сосуществование четырёхмерных миров, в каждом из которых время течёт по-своему.
Перемещение между мирами в многомерной системе может объясняться либо созданием принципиально новой техники, дающей возможность перемещаться вдоль «дополнительных» координатных осей, либо просто тем, что разные миры в определённых местах пересекаются или соприкасаются (так же, как могут соприкасаться линии на плоскости или поверхности в трёхмерном пространстве). Совершив путешествие вдоль этих дополнительных осей, которые естественным образом нельзя почувствовать, путешественник может достичь миров, которые недостижимы и невидимы. В одной из первых работ в жанре современной научной фантастики — «Машина времени» Г. Уэллса, — время в этом смысле использовалось как дополнительное «измерение». Герой, взяв модель четырёхмерного мира из классической физики и интерпретацию времени как пространственного измерения, нашёл способ перемещаться во времени.
Существует много примеров, когда автор создаёт дополнительное пространственное измерение, в котором герои могут путешествовать, чтобы добраться до параллельных вселенных. Дуглас Адамс в своей последней книге из серии «Автостопом по галактике» использует идею о возможности дополнительной оси дополнительно к традиционным четырём измерениям пространства и времени. Однако, если судить по роману, в действительности это вообще не параллельные вселенные, а только модель охвата протяжённости пространства, времени и вероятности. Роберт Э. Хайнлайн в книге «Число зверя» допускал наличие шестимерной вселенной. В дополнение к трём пространственным измерениям он применял понятие симметрии, чтобы добавить два новых временных измерения, так, чтобы получилось два комплекта из трёх. Как и в ситуации с четвёртым измерением в «Машине времени» Г. Уэллса, путешествующий во времени человек может преодолеть эти дополнительные измерения при наличии соответствующего оборудования.
В российской фантастике наиболее стройную картину вселенной, состоящей из множества параллельных миров, построил Владислав Крапивин в своём цикле «В глубине Великого Кристалла». Согласно идеям этого цикла, Вселенная представляет собой некое подобие многомерного кристалла, в котором каждая грань — отдельный мир, но четвёртым измерением (а также измерениями высших порядков) является не время, а многовариантности развития. Миры, соседствующие на Великом Кристалле, вследствие этого могут разительно отличаться внешне, но по сути однотипны — они оказываются приблизительно на одном уровне экономического и социального развития, проблемы и свершения в них примерно одни и те же.
Хотя это технически неправильно, понятие «другого измерения» стало синонимом понятия «параллельный мир». Его использование стало привычным в фильмах, на телевидении и комиксах, и гораздо меньше в прозе современной научной фантастики даже тогда, когда собственно о пространственных измерениях речи не идёт.

#### Гиперпространство
Многие широко используемые в научной фантастике варианты идеи гиперпространства есть не что иное, как разновидности идеи параллельного мира. Используемое во многих научно-фантастических вселенных понятие «гиперпространство» соотносится с параллельной вселенной, которая используется как средство перемещения со скоростью большей скорости света, для межзвёздных путешествий. (Яркий пример: «Вавилон-5».) Обоснования для существования этой формы гиперпространства варьируются от работы к работе, но существуют два общих элемента:
1. по крайней мере, некоторые (если не все) объекты на карте мира гиперпространства соответствуют объектам нашей вселенной, обеспечивая, таким образом, точки «входа» и «выхода» для путешественников.
2. время перемещения между двумя точками в гиперпространстве меньше времени для перемещения между аналогичными объектами в нашей вселенной. Это происходит либо благодаря разнице в скорости света, либо из-за различной скорости течения времени, либо потому, что аналогичные объекты в гиперпространстве находятся ближе друг к другу, либо благодаря иным особенностям физики такого «гиперпространства».

Иногда понятие «гиперпространство» используется как обозначение многомерного мира с дополнительными пространственными измерениями. В этой модели наша трёхмерная вселенная представляется как «вмятая» в какое-либо более высокое пространственное измерение, и, перемещаясь в это измерение, корабль может преодолевать огромное расстояние в обычном пространстве. Так как эта концепция предлагает «новое измерение», оно уже не вполне соответствует идее параллельного мира.

### Параллельные миры как реализация многовариантности событий
Иногда постулируется образование «иных миров» в ситуациях, когда определённое событие может иметь более одного возможного исхода. Крайним выражением такого подхода является картина мультивселенной, в которой существует бесконечное количество миров, отличающихся друг от друга тем, что в них определённое событие (хотя бы одно) имело различные исходы. При принятии такого предположения оказывается, что любая возможность в каком-то из миров непременно реализуется, и наш мир отличается от прочих только тем, что в нём реализовался один определённый набор возможностей. Поскольку в параллельной вселенной могла сложиться и очень похожая на данную ситуация, теория параллельных миров может использоваться для объяснения дежавю. Произведения про данный тип параллельных миров тесно примыкают к жанру альтернативная история.
В других случаях появление параллельных миров объявляется результатом действий путешественников во времени: когда некто, переместившийся на машине времени в прошлое, воздействует на некоторое событие, изменяя его исход, появляется новая вселенная, и дальнейшие события идут уже по другому пути. При этом судьба путешественника может быть различной: в одних случаях предполагается, что по возвращении назад он окажется в собственном времени (то есть не почувствует изменения истории), в других — изменивший события путешественник вернётся в будущее нового, созданного им мира, исчезнув из своей родной реальности.
Некоторые авторы допускают возможность последующей «состыковки» параллельных реальностей: предполагается, что через некоторое время после воздействия, изменившего ход событий, результаты этого воздействия могут нивелироваться — созданный параллельный мир окажется эквивалентен исходному и сольётся с ним. Параллельная реальность оказывается неким подобием «объездного пути» на дороге, — отделившись однажды, она некоторое время существует самостоятельно, но потом возвращается к своей основе. В этом случае возникает интересное следствие: оказывается, что прошлое, которое мы полагаем однозначным и неизменным, может быть столь же многовариантным, как и будущее, — может существовать несколько вариантов прошлого одного и того же мира, при этом невозможно сказать, какой из вариантов правилен, а какой ложен.

— Не занимайся ерундой. Если ты помнишь своё детство, значит, оно у тебя было, а всё остальное — бесполезная философия. А если в один прекрасный день вместо одного детства ты вспомнишь два или три — тем лучше. От богатства, которое само в руки идёт, не отказываются.
— Макс Фрай. «Хроники Ехо 2. Властелин Морморы»

### Вымышленные миры, в которые можно попасть
В целом идея таких миров аналогична идеям о художнике, нарисовавшем картину и ушедшем в неё жить, или о книгах, в которые можно попасть (например, «Чернильное сердце»), а также миров, существующих во снах (например, «Алиса в Стране чудес» и «Алиса в Зазеркалье»).
У Роджера Желязны в цикле фэнтезийных романов «Хроники Амбера» описана система параллельных миров, существующих вокруг единственного действительно реального мира — Амбера. Амбер реален, все остальные миры (включая и полагаемый нами реальным мир Земли) есть не более чем «отражения» — подобия Амбера, созданные людьми, способными творить параллельные миры. Немногие посвящённые в тайну творения отражений могут, выехав из Амбера, создать отражение по собственной прихоти, войти в него и жить там, если пожелают. При этом отражение, когда его покидает создатель, продолжает существовать и жить своей жизнью.
В сеттинге Planescape, полноценно описывающем космологию D&D, показана система планов. «Внутренние планы» — это планы элементов, из которых построена вся материя в Мультивслеленной — к ним относятся четыре стихии, а также позитивная и негативная энергия (например, Элементальный план Воды — бесконечный мир воды, без дна или поверхности). Простые смертные живут на Первичном Материальном Плане, там находятся их миры в виде планет или других форм. «Внешние планы» — это планы, созданные верой многих народов — различные варианты рая, ада и других видов загробной жизни (помимо шаблонных вариантов, здесь можно встретить, например, Олимп, Асгард или Гадес). Эти планы соединены Эфирным и Астральным планами, обеспечивающими переход от одного кольца планов к другому. Также можно перемещаться с помощью порталов или объектов, существующих на нескольких планах одновременно — дерево Иггдрасиль, река Стикс.
В сказке братьев Гримм «Госпожа Метелица» показан портал в виде обычного предмета вроде колодца. В фантастичном мире Свартальвхейма есть некая близость к реальности (печь, яблоня, взбивание перин).

## Сюжеты
В сюжетном смысле идея параллельного мира может быть использована по-разному:
- Действие целиком помещается в другой мир, и все описываемые герои являются уроженцами данного мира (классический пример — «Властелин колец»). В таком случае само понятие «параллельный мир» в произведении может не упоминаться вовсе, хотя фактически описываемая реальность полностью соответствует данному понятию. Основной причиной использования параллельного мира в таких сюжетах обычно является свобода, которую даёт выход за пределы известной нам реальности, либо необходимость введения явлений и факторов, отсутствующих в реальном мире (боги, магия, необычная физика и так далее).
- Действие целиком помещается в другой мир, но один или несколько героев не являются уроженцами данного мира (обычно они являются уроженцами нашего мира, в силу неких обстоятельств попавшими в параллельный мир). Так обстоит дело, например, в «Хрониках Нарнии» Клайва Льюиса и в «Альмарик» Роберта Говарда, а также в «Бабушке Метелице». В подобных случаях параллельный мир может использоваться автором двояко: с одной стороны, как и в предыдущем случае, в качестве средства создания «сцены» для действия героев, не ограниченной законами и историей нашего мира, с другой — как способ показать поведение человека нашего, реального мира в обстоятельствах, далеко выходящих за рамки того, что человек может предположить. В одних произведениях акцент делается на способности человека адаптироваться в совершенно чуждой ему реальности и становиться адекватным ей, в других — на том, что современный человек в иной реальности может выжить и достичь успеха, оставаясь самим собой и сопротивляясь влиянию среды. Особняком стоит характерный сюжет, в котором герой, оказавшись в параллельном мире, сначала обнаруживает в себе необычные способности, а затем узнаёт, что в действительности он является уроженцем именно этого мира, по каким-то причинам выброшенным за пределы своей реальности и потерявшим память. Эти сюжеты разработаны в произведениях Роджера Желязны и в первой книге «Многоярусного мира» Филипа Фармера.
- Герои действуют в нескольких мирах, перемещаясь из одного в другой, или путешествуя во времени, активно участвуют в создании, изменении и модификации миров. В американской фантастике примером могут служить «Кольцо вокруг Солнца» Клиффорда Саймака и философское фэнтези «Порог» Урсулы ле Гуин. В российской фантастике в качестве примера можно привести последние произведения цикла «В глубине Великого Кристалла» Крапивина, цикл «Хроники Упорядоченного» Ника Перумова, цикл «Одиссей покидает Итаку» Василия Звягинцева, роман «Застава» Сергея Лукьяненко. Таким же образом идея параллельных миров используется в трилогии Филипа Пулмана «Тёмные начала».
- Иная реальность тем или иным образом вторгается в обычную жизнь нашего мира. Примером может служить повесть «Туман» Стивена Кинга.
- В произведениях «мрачной» фэнтези и в книгах ужаса параллельный мир — это место, где скрываются опасные вещи и существа, и часто герой вынужден противостоять нападению из другой реальности. Так происходит в большинстве книг Лавкрафта и серии компьютерных игр Doom, где природа этой другой реальности остаётся таинственной, известной только из-за своего воздействия на наш мир.
- Параллельный мир также может быть итогом мыслительной деятельности человека. Всё, о чём человек долгое время думает, что человек представляет, может материализоваться в параллельный мир. В рассказе Роберта Шекли «Лавка миров» человек может попасть в измерение, в котором воплощалось его самое сокровенное желание.
- Главная героиня книги "Полночная библиотека" писателя Мэтта Хейга путешествует по разным "вариантам" своих нескольких жизней (в контексте мультивселенной).

## Фильмы
- Агенты Щ.И.Т. — сериал 2016 года, в 4-м сезоне которого андроид А.И.Д.А., который перешёл на сторону зла из-за книги дьявола «Даркхолд», с помощью этой же книги и своего создателя — учёного доктора Рэдклиффа создаёт виртуальный мир «Фреймворк», и добавляет туда несколько агентов Щ.И.Т.а, где уже есть виртуальные копии на всех остальных людей.
- Бесконечная история (фильм) — экранизация по книге Бесконечная история (повесть).
- Врата: Там бьются наши воины — мультипликационный сериал.
- Гарри Поттер и философский камень — первый фильм о Гарри Поттере.
- Господин Никто (фильм, 2009) — о многовариантности событий, зависящих от принятия единственного решения.
- Гравити Фолз - американский мультсериал. В 11 серии 2-го сезона из портала после 30 лет путешествия по параллельным мирам появляется брат-близнец Стэнли Пайнса - Стэнфорд. Также главный антагонист мультсериала - Билл Шифр - является демоном из другого мира, так называемого измерения кошмаров.
- Грань (телесериал) — американский научно-фантастический сериал.
- Довод (фильм) — о перемотке движения материи во времени.
- Доктор Кто — британский научно-фантастический телесериал компании «Би-би-си» об инопланетном путешественнике во времени, известном как Доктор. Вместе со своими спутниками он путешествует во времени и пространстве как для спасения целых цивилизаций или отдельных людей, так и для собственного удовольствия.
- Исходный код — фильм 2011 года.
- Мгла — фильм по мотивам повести Стивена Кинга «Туман».
- Мир Дикого Запада — телесериал про искусственно созданный параллельный мир.
- Мстители: Финал — супергеройский фильм, по сюжету которого главные герои создают несколько альтернативных реальностей, в результате перемещений во времени.
- Начало (фильм, 2010) — о сне во сне.
- Очень странные дела — сериал 2016-го года, в котором упоминается Изнанка, то есть параллельный мир.
- Параллельные миры — фильм 2012 года.
- Двойник — американский сериал о расщеплении реальности.
- Противостояние — американский фильм, 2001 года.
- Скользящие — американский сериал (5 сезонов, 1995—1999) — Куин Мэлори, аспирант-физик обнаруживает «Святой Грааль Физики» — путешествие к параллельным измерениям той же самой Земли.
- Разрабы — мини-сериал 2020 года, о квантовом компьютере, симуляции миров и многомирии.
- Рик и Морти — американский мультсериал 2013 года. Сюжет повествует о учёном-социопате который вовлекает своего невинного внука в опасные межпространственные и альтернативные приключения по мультивселенным.
- Сайлент Хилл — фильм 2006 года по мотивам знаменитой японской видеоигры Silent Hill.
- Сверхъестественное — сериал 2005 года. Альтернативные вселенные тоже появляются в сериале включая Землю 2(Земля 2 показана в 15 сезоне 12 серии). Но самым большим авторитетом в сериале который посвящён целый 13 сезон — Мир Апокалипсиса. Информация этой вселенной такова: В Мире Апокалипсиса не появлялись на свет Сэм и Дин Винчестеры, так как их родители были уничтожены по неизвестным причинам. Во время их отсутствия мир погрузился в хаос, а потом произошло последняя битва между добром и злом, где в конечном счёте победил Михаил. Но после победы, он выяснил что Люцифер вернётся в другие тела(понял что люди не идеальны), и начал по-тихому вырезать население Земли и начался Второй Армагеддон (подобно одному фильму), и при этом люди сформировали Сопротивление чтобы положить конец войне.
- Связь — фильм 2013 года о компании друзей, сталкивающейся с появлением параллельной реальности, вызванной полётом кометы над Землёй.
- Скольжение (телефильм) — американский фильм 1998 года, в котором героиня, очнувшись после потери сознания в результате ДТП, оказывается личностью с другим прошлым.
- Суперпозиция (сериал) — принцип суперпозиции (квантовая механика) в вольной художественной интерпретации, где использован Парадокс лжеца.
- Твин Пикс — о расследовании ФБР загадочного убийства, и контакте агента с чем-то потусторонним.
- Терминатор (фильм) — о противостояниях человека и машин; прошлого, настоящего, будущего.
- 13 этаж — фильм о симуляции города.
- Туннель времени — сериал ABC, 1966 г.
- Тьма (телесериал) — о путешествиях во времени.
- Флэш — сериал 2014 года, во 2-м сезоне которого главный герой открывает вторую Землю, схожую с обычной.
- Футурама — мультсериал 1999 года. В одной из серии показываются альтернативные вселенные такие как Вселенная 1, Вселенная Хиппи(420), Вселенная Роботов(31), Вселенная Нет-Глаз(25), и многие другие. В двух сериях Земля-1 названа как Вселенная А(позже добавлена как Вселенная Гамма). В другой серии была показана вселенная ковбоев когда по просьбе Фрая прибыли повидать Край Вселенной.
- Чародей — фантастический сериал производства Австралии и Польши, а также его продолжение Чародей: Страна Великого Дракона.
- Человек в высоком замке (телесериал, 2015—2019 гг.) — победившие во Второй мировой войне нацисты лелеют мечту: завоевать все параллельные миры и сделать рейх практически безграничным.
- Человек-Паук: Через Вселенные — мультфильм 2018 года. Сценарий фильма отчасти основан на идее комикса Spider-Verse 2014 года.
- Человек-паук: Нет пути домой — полнометражный фильм 2021 года от студии Marvel. История продолжается после сиквела Человека-паука Человек-паук: Вдали от дома, в котором появляются альтернативные версии Человека-паука и его враги от режиссёров Сэм Рейми и Марк Уэбб.
- Черепашки навсегда — американский телефильм 2009 года, завершающий популярный мультсериал “Черепашки-ниндзя” 2003-2009 гг. В мультфильме в результате воздействия технодрома Шреддера из мультсериала 1980-х Шреддер и Черепашки-ниндзя из этой вселенной попадают в альтернативный мир Черепашек из мультсериала 2003 года, где оба альтернативные команды Черепашек объединияются, чтобы противостоять двум альтернативным друг-другу версиям Шреддера.
- Чёрное Зеркало — серия San Junipero.
- Эффект бабочки — американский фильм 2004 года, сценарий основан на понятии «эффекта бабочки» из теории хаоса.
- Локи — сериал 2021 года от студии Marvel, рассказывающий о путешествиях альтернативной версии бога Обмана Локи, захваченной организацией «Управление временными отклонениями» за нарушение «Священной линии времени» в результате действий Мстителей в фильме «Мстители: Финал».
- Доктор Стрэндж: В мультивселенной безумия — полнометражный фильм 2022 года от студии Marvel. Сюжет данного фильма полностью крутится вокруг Мультивселенной, показывая путешествия Доктора Стивена Стрэнджа по альтернативным реальностям, а также взаимодействие с его альтернативными версиями.
- Человек-паук: Паутина Вселенных — мультфильм 2023 года.
- Sonic Prime - мультсериал 2022 года, где Соник из-за заговора Эггмана и собственной глупости который предупреждал Тейлз, попадает в альтернативные вселенные такие как Нью-Йок, Зарослевый Лабиринт, Нигде(вселенная где живут пираты), Мрак и оригинальная вселенная которая стала призрачной после раскола Призмы Парадокса.
- Лига Справедливости: Кризис на Бесконечных Землях - мультфильм из трёх частей 2024 года, посвящённый одноимённому событию комикса DC, вышедший в 1985-1986 годах.

## Компьютерные игры
- Planescape: Torment — действие происходит в городе Сигил, в котором существуют двери во множество других планов (миров).
- Crash Twinsanity — Доктор Нео Кортекс через свое изобретение попадает в другое 10-е Измерение (англ. 10 Dimension)
- Half-Life — физики открывают портал в другой мир в секретной лаборатории. Как следует из книги «Half-Life 2: Raising the Bar», авторы сценария создавали мир игры по мотивам повести Стивена Кинга «Туман».
- The Elder Scrolls — в разных частях игры можно попасть в разные параллельные пространства. В частности, в The Elder Scrolls IV: Oblivion и дополнении герой может попасть сразу в два других измерения (плана), в которых обитают принцы Даэдра.
- Warcraft — космология мира Warcraft подразумевает, что одновременно с материальным миром, космосом и миллионами планет в нём существует огромное количество его копий, то есть параллельных реальностей. Они существуют независимо друг от друга, но между ними возможны путешествия. Сюжет дополнения Warlords of Draenor, например, разворачивается в альтернативной реальности, где ход истории пошёл иным путём.
- Minecraft — в игре существуют три мира, между которыми можно перемещаться: «Верхний мир», «Нижний мир» и «Край».
- Chrono Cross — в игре существует два мира, в одном из которых главный герой погиб при загадочных обстоятельствах.
- Bioshock Infinite — игра повествует о бесконечном количестве параллельных миров.
- Steins;Gate — основу сюжета игры составляет возможность перехода между параллельно существующими «мировыми линиями».
- Life is Strange — главная героиня обнаруживает, что может путешествовать во времени и изменять ход событий. В игре используются такие термины как: «Эффект Бабочки» и «Теория Хаоса». Во время путешествий во времени, героиня обнаруживает, что своими действиями создаёт множество альтернативных миров, где ход событий идёт разными тропами. (Отличный пример подобного перемещения во времени, показывает фильм «Эффект Бабочки»).
- Injustice: Gods Among Us — герои DC Comics попадают в альтернативную вселенную, где Супермен установил диктаторский режим, и встречаются со своими версиями из этого мира.
- Смешарики. Параллельные миры - герои мультсериала Смешарики - Крош и Ёжик, с помощью машины для путешествий в параллельные миры попадают в пластилиновую реальность.

## Комиксы
- Чёрная наука — сюжет построен на постоянном перемещении во множестве разительно отличающихся друг от друг миров.
- Steel Ball Run — главный злодей способен перемещаться между вселенными, если его прижать между двух объектов.
- Spider-Verse — сюжет, где альтернативные варианты Человека-Паука противостоят наследникам.
- One punch man — присутствует множество указаний на мультивселенную 3 типа